# Jiří Hanák
Jiří Hanák (27. února 1938 Buchlovice – 5. června 2020) byl český novinář, signatář Charty 77, nositel Ceny Ferdinanda Peroutky. Působil jako dlouholetý komentátor a sloupkař různých českých novin a dalších periodik.

## Život
Vystudoval Filozofickou fakultu Univerzity Karlovy v Praze. Po ukončení školy působil od roku 1967 jako redaktor časopisu Reportér, po dvou letech však v rámci normalizace musel toto místo opustit a živit se jako dělník. V letech 1963 až 1968 byl členem Komunistické strany Československa (KSČ). V roce 1977 podepsal Chartu 77, od ledna 1988 působil v samizdatových Lidových novinách, v jejichž redakci Lidových novin zůstal i po sametové revoluci v listopadu 1989, a to ve funkci zástupce šéfredaktora.
Byl i redaktorem Svobodného slova, stál u počátků časopisu Týden; z příběhů, které v letech 1999–2000 pro časopis psal, sestavil a vydal v roce 2001 knihu Orwellovo století, ilustrující rok po roce průběh a nejdůležitější události 20. století. Později nastoupil jako komentátor do deníku Právo. Od dubna 2016 začal publikovat opět v Lidových novinách, kde měl na starosti sobotní Poslední slovo.
V roce 2005 mu byla udělena novinářská Cena Ferdinanda Peroutky. Roku 2016 získal Cenu Opus Vitae „za mistrovství pera, občanskou statečnost a paličatost“. Byl označován za doyena dnešních českých sloupkařů a je považován za mistra politicky aktuálního, historicky poučeného, vtipného krátkého komentáře, vynikajícího krásnou češtinou.